# 20e étape du Tour d'Espagne 2008

La vingtième étape du Tour d'Espagne 2008 s'est déroulée le samedi 20 septembre 2008 entre La Granja et Navacerrada. Il s'agissait d'un contre-la-montre en montée remporté par Levi Leipheimer (Astana), devant son coéquipier Alberto Contador qui assure sa victoire au classement général.

## Parcours
Ce contre-la-montre se déroule sur les pentes de l'Alto de Navacerrada (1re catégorie), emprunté la veille en début d'étape. Les difficultés commencent 9 km après le départ de La Granja de San Ildefonso, avec un dénivelé de 550 m en 8,1 km.

## Récit

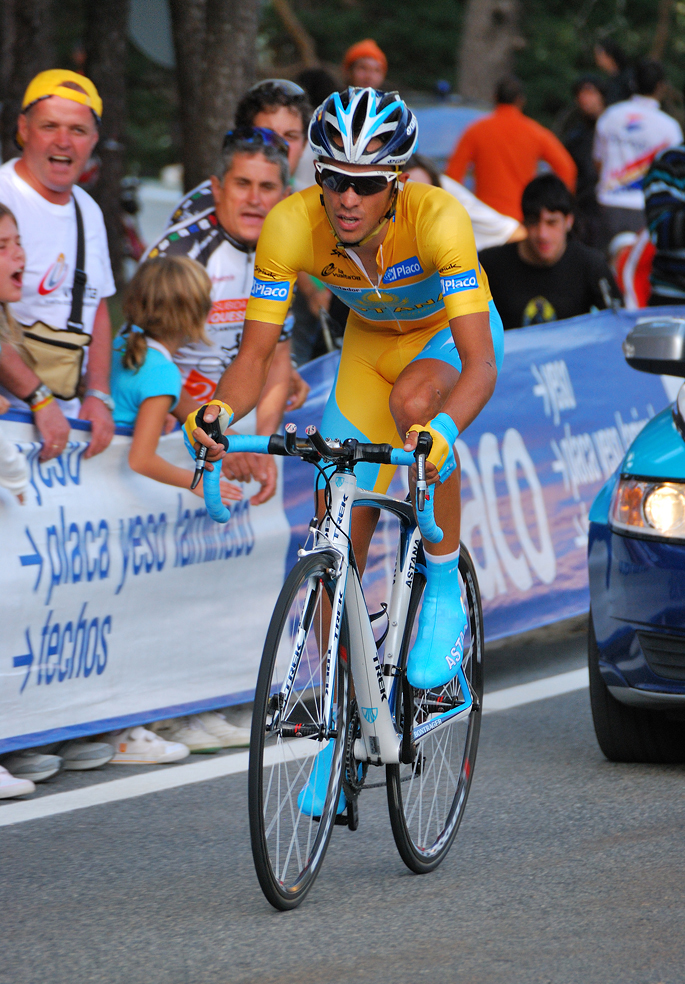
Alberto Contador, deuxième de cette '.

L'Américain Levi Leipheimer (Astana) enlève son deuxième contre-la-montre, après s'être imposé à Ciudad Real (5e étape), en couvrant les 17,1 km en 33 minutes et 6 secondes. Il devance de 31 secondes son coéquipier Alberto Contador. Celui-ci conserve la tête du classement général pour 46 secondes.
Alejandro Valverde (Caisse d'Épargne) termine dans le même temps que Contador. Il déloge Robert Gesink (9e) de la cinquième place au classement général. Carlos Sastre (4e de l'étape) et Ezequiel Mosquera (6e) conservent en revanche leur troisième et quatrième place. L'Italien Marzio Bruseghin (Lampre, 8e) monte à la dixième place du classement général, aux dépens d'Oliver Zaugg (Gerolsteiner, 24e).
Les points attribués à l'arrivée pour le classement de la montagne ne sont pas suffisant pour détrôner David Moncoutié, 5e de l'étape, qui assure ainsi sa victoire.

## Classement de l'étape
| \| 1. Levi Leipheimer \| Astana \| en \| 33 min 06 s \| \| 2. Alberto Contador \| Astana \| + \| 31 s \| \| 3. Alejandro Valverde \| Caisse d'Épargne \| \| m.t. \| \| 4. Carlos Sastre \| CSC-Saxo Bank \| + \| 1 min 02 s \| \| 5. David Moncoutié \| Cofidis \| + \| 1 min 09 s \| \| 6. Ezequiel Mosquera \| Xacobeo Galicia \| + \| 1 min 15 s \| \| 7. Joaquim Rodríguez \| Caisse d'Épargne \| + \| 1 min 16 s \| \| 8. Marzio Bruseghin \| Lampre \| + \| 1 min 31 s \| \| 9. Robert Gesink \| Rabobank \| + \| 1 min 37 s \| \| 10. Andreas Klöden \| Astana \| + \| 1 min 57 s \| |                  |    |             |
| 1. Levi Leipheimer | Astana           | en | 33 min 06 s |
| 2. Alberto Contador | Astana           | +  | 31 s        |
| 3. Alejandro Valverde | Caisse d'Épargne |    | m.t.        |
| 4. Carlos Sastre | CSC-Saxo Bank    | +  | 1 min 02 s  |
| 5. David Moncoutié | Cofidis          | +  | 1 min 09 s  |
| 6. Ezequiel Mosquera | Xacobeo Galicia  | +  | 1 min 15 s  |
| 7. Joaquim Rodríguez | Caisse d'Épargne | +  | 1 min 16 s  |
| 8. Marzio Bruseghin | Lampre           | +  | 1 min 31 s  |
| 9. Robert Gesink | Rabobank         | +  | 1 min 37 s  |
| 10. Andreas Klöden | Astana           | +  | 1 min 57 s  |

## Classement général
| \| 1. Alberto Contador \| Astana \| en \| 77 h 55 min 29 s \| \| 2. Levi Leipheimer \| Astana \| + \| 46 s \| \| 3. Carlos Sastre \| CSC-Saxo Bank \| + \| 4 min 12 s \| \| 4. Ezequiel Mosquera \| Xacobeo Galicia \| + \| 5 min 19 s \| \| 5. Alejandro Valverde \| Caisse d'Épargne \| + \| 6 min 00 s \| \| 6. Joaquim Rodríguez \| Caisse d'Épargne \| + \| 6 min 50 s \| \| 7. Robert Gesink \| Rabobank \| + \| 6 min 55 s \| \| 8. David Moncoutié \| Cofidis \| + \| 10 min 10 s \| \| 9. Egoi Martínez \| Euskaltel-Euskadi \| + \| 10 min 57 s \| \| 10. Marzio Bruseghin \| Lampre \| + \| 11 min 56 s \| |                   |    |                  |
| 1. Alberto Contador | Astana            | en | 77 h 55 min 29 s |
| 2. Levi Leipheimer | Astana            | +  | 46 s             |
| 3. Carlos Sastre | CSC-Saxo Bank     | +  | 4 min 12 s       |
| 4. Ezequiel Mosquera | Xacobeo Galicia   | +  | 5 min 19 s       |
| 5. Alejandro Valverde | Caisse d'Épargne  | +  | 6 min 00 s       |
| 6. Joaquim Rodríguez | Caisse d'Épargne  | +  | 6 min 50 s       |
| 7. Robert Gesink | Rabobank          | +  | 6 min 55 s       |
| 8. David Moncoutié | Cofidis           | +  | 10 min 10 s      |
| 9. Egoi Martínez | Euskaltel-Euskadi | +  | 10 min 57 s      |
| 10. Marzio Bruseghin | Lampre            | +  | 11 min 56 s      |